# 蒂特玛

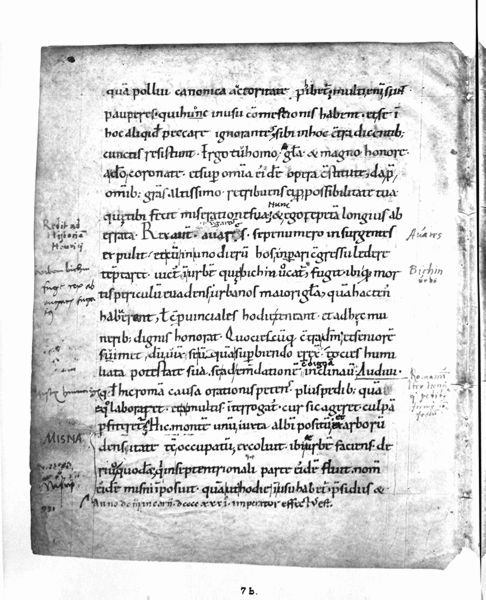
蒂特玛的编年史

蒂特玛（德語：Thietmar, Dietmar 或 Dithmar；975年7月25日—1018年12月1日），从1009年到去世，他一直都担任梅泽堡的亲王主教，他是一位重要的编年史家，记录了奥托王朝（又称萨克森王朝）的德国国王和神圣罗马帝国皇帝的统治。蒂特玛的两个曾祖父都是萨克森贵族且名为洛泰尔，分别是洛泰尔二世 (施塔德)和洛泰尔一世 (瓦尔贝克)。他们都在与斯拉夫人作战的伦岑战役中阵亡。
蒂特玛是撒克逊伯爵齐格弗里德一世（卒于 990 年）和他的妻子库尼贡德（卒于 997 年）的儿子，后者是施塔德伯爵（乌多尼德家族）秃头亨利一世的女儿。他的父亲在 972 年的塞丁尼亚战役中与奥多侯爵一起对抗波兰公爵梅什科一世。在蒂特玛出生时，他的家人支持巴伐利亚的奥托尼亚公爵亨利二世（“牧马人”）起义反对他的堂兄奥托二世皇帝。后来，实现了平衡;齐格弗里德成为莫肯的伯爵，他的兄弟沃尔贝克的洛泰尔伯爵从 983 年开始担任北方行军侯爵，直到 1003 年去世。
蒂特玛在哈尔伯施塔特受洗后，为教会生涯做好了准备。他在奎德林堡修道院的圣塞尔瓦提乌斯分会接受教育，并从 987 年起在马格德堡附近布考的贝尔格本笃会修道院接受教育。从 990 年 11 月 1 日起，他与他的亲戚库尔福特的布鲁诺一起就读于马格德堡大教堂学校。他熟悉希波的奥古斯丁的作品，但更熟悉维吉尔、贺拉斯、卢肯和马克罗比乌斯等古典作家。
蒂特玛目睹了年轻的奥托国王奥托三世和他的母亲西奥法努为确保统治而进行的斗争。他参加了当时的一些政治活动;994年，他成为北欧人手中的人质，他对战争的现实并不陌生。父母去世后，他继承了沃尔贝克庄园的大部分，并于1002年成为由他的祖父洛泰尔二世伯爵建立的家族修道院的教务长。1004 年 12 月 21 日，他被马格德堡大主教塔吉诺任命为神父。
1009 年，在塔吉诺大主教的代祷下，他成为梅泽堡教区的主教，该教区于 1004 年由亨利二世国王重建。蒂特玛关心的是他的主教职位的完全恢复。作为德国王权的忠实支持者，他很少干涉政治事务。他于 1018 年 12 月 1 日去世，被埋葬在梅泽堡大教堂。